# Jane Statham
Jane Statham, född 1450/1455, död efter 1537, var en engelsk arvtagare. Hon är känd för det fall av kidnappning hon var föremål för, och för den lagreform som troligen infördes på grund av henne. 
Hon var arvtagare till godset Morley i Derbyshire efter sin far Henry Statham (död 1480). Efter sin första makes död John Sacheverell i slaget vid Bosworth 1485, blev hon kidnappad av Henry Willoughby av Wollaton och tvingades mot sin vilja att gifta sig med hans bror Richard, vilket gav denne tillgång till hennes egendom genom dåvarande äktenskapslag. Hon lyckades sända en petition till parlamentet för att be om deras hjälp. 
Hennes petition ledde till att myndigheterna ingrep till hennes förmån, befriade henne, och hjälpte henne att annullera äktenskapet med hänvisning till att äktenskapet var påtvingat. Hon återfick därmed sin egendom, och gifte sedan om sig av eget val med William Zouche. Hon blev nunna i Markyate Priory som änka, och nämns som dess priorinna år 1508. 
Hon var priorinna till klosterupplösningen 1536. Hon nämns vid liv sist 1537, då hon mottog sin första pensionsutbetalning i egenskap av före detta nunna. 
Fallet med Janes kidnappning tros ha resulterat i en lagreform mot kidnappningen av arvtagerskor, Abduction of Women Act 1487. 